# Dynamenella perforata
Dynamenella perforata är en kräftdjursart som först beskrevs av Moore 1901.  Dynamenella perforata ingår i släktet Dynamenella och familjen klotkräftor.
Artens utbredningsområde är Mexikanska golfen. Inga underarter finns listade i Catalogue of Life.